# Зґжебіхи
Зґжебіхи (пол. Zgrzebichy) — село в Польщі, у гміні Сточек Венґровського повіту Мазовецького воєводства.
Населення — 221 особа (2011).
У 1975-1998 роках село належало до Седлецького воєводства.

## Демографія
Демографічна структура станом на 31 березня 2011 року:
|          | Загалом | Допрацездатний вік | Працездатний вік | Постпрацездатний вік |
| -------- | ------- | ------------------ | ---------------- | -------------------- |
| Чоловіки | 118     | 25                 | 73               | 20                   |
| Жінки    | 103     | 19                 | 53               | 31                   |
| Разом    | 221     | 44                 | 126              | 51                   |